# William F. Fisher
William Frederick Fisher, född 1 april 1946 i Dallas, är en amerikansk astronaut uttagen i astronautgrupp 9 den 19 maj 1980.
Han var tidigare gift med astronauten Anna Lee Fisher.

## Rymdfärder
STS-51-I